# Noc Don Juana

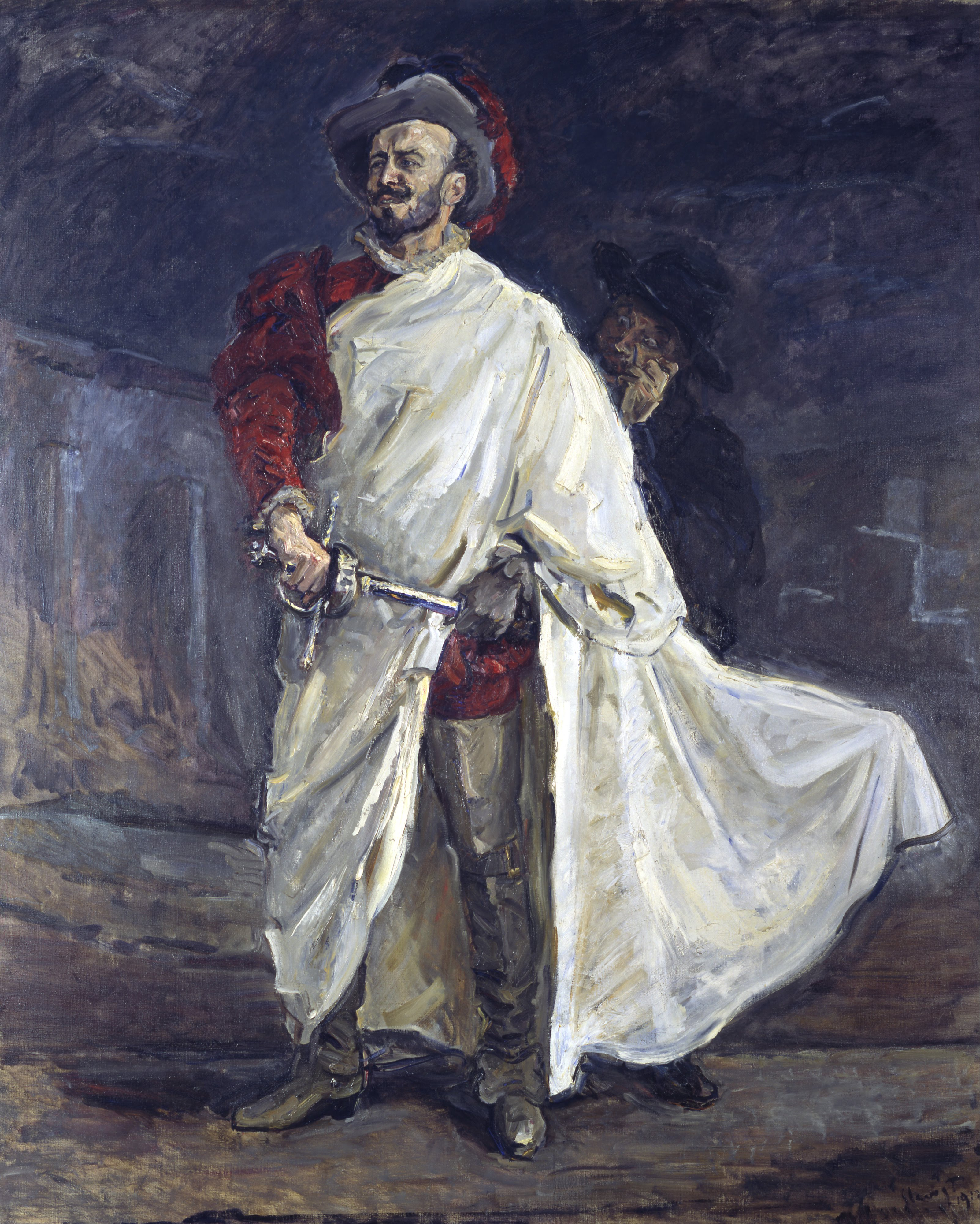
Max Slevogt: Śpiewak Francisco d’Andrade jako Don Giovanni w operze Mozarta, 1912, olej na płótnie

Noc Don Juana (niem. Die Nacht Des Don Juan) – współczesna powieść poświęcona kompozytorowi Wolfgangowi A. Mozartowi i jego operze Don Giovanni. Autorem powieści jest Hanns-Josef Ortheil. 
Utwór ukazał się w roku 2000. Główny wątek książki skupia się wokół postaci podstarzałego Giacoma Casanovy. Legendarny kochanek chce wesprzeć Mozarta w tworzeniu opery twierdząc, że „Jeśli ktoś chciałby znaleźć słowa do takiej muzyki, musiałby wiedzieć więcej o sztuce uwodzenia niż Lorenzo da Ponte”, prawdziwy autor libretta do tego dzieła. 
Giacomo Casanova rzeczywiście przebywał w Pradze, w czasie gdy Stavovské divadlo, wówczas Gräflich Nostitzsches National-Theater, po raz pierwszy wystawiło Don Giovanniego, nie jest jednak do końca jasne, czy w ogóle znał się z Mozartem.